# Parlamentsvalget i Portugal 2011
Parlamentsvalget i Portugal 2011 blev afholdt den 5. juni 2011. Valget vinder blev Portugals Socialdemokratiske Parti, Pedro Passos Coelho fra partiet dannede regering. Valgdeltagelsen lå på 58.03%, hvilket var en lille smule lavere end ved sidste valg i 2009.

## Resultater
| Parti                                       | Stemmer                                                      | %                                                            | Mandater                                                     | Ændring (2009)                                               |
| ------------------------------------------- | ------------------------------------------------------------ | ------------------------------------------------------------ | ------------------------------------------------------------ | ------------------------------------------------------------ |
| Portugals Socialdemokratiske Parti(PSD)     | 2.159.181                                                    | 38,66%                                                       | 108                                                          | 81                                                           |
| Socialistisk Parti (PS)                     | 1.566.347                                                    | 28,05                                                        | 74                                                           | 97                                                           |
| CDS – Partido Popular (CDS–PP)              | 653.888                                                      | 11,71%                                                       | 24                                                           | 21                                                           |
| Demokratisk Enhedskoalition (CDU)           | 441.147                                                      | 7,90%                                                        | 16                                                           | 15                                                           |
| Venstre blok (BE)                           | 288.923                                                      | 5,17%                                                        | 8                                                            | 16                                                           |
| Arbejdernes Kommunistiske Parti (PCTP/MRPP) | 62.610                                                       | 1,12%                                                        | 0                                                            | 0                                                            |
| Partido pelos Animais e pela Natureza (PAN) | 57.995                                                       | 1,04%                                                        | 0                                                            | -                                                            |
| Notater:                                    | Alle partier med mere end 50.000 stemmer medtaget i tabellen | Alle partier med mere end 50.000 stemmer medtaget i tabellen | Alle partier med mere end 50.000 stemmer medtaget i tabellen | Alle partier med mere end 50.000 stemmer medtaget i tabellen |